# Затфоро
Затфоро (на гръцки: Ζάτφορο, по-късно Βάλτος, Валтос) е бивше село в Република Гърция, дем Делта, област Централна Македония.

## География
Селото е било разположено в района на областта Урумлък (Румлуки) югоизточно от паланката Гида (днес Александрия), на 2 km западно от село Клиди и на 2 km югозападно от Юнчиите (Кимина) на левия бряг на Караазмак (Лудиас).

## История
В XIX век Затфоро е гръцки чифлик в Солунска каза на Османската империя, собственост на Авзи бей от Клиди. Селото е на северозападната граница на гръцкоговорещата област Урумлъка, извън физическите граници на областта – река Караазмак. Следващото село на североизток е българското Юнчиите, днес Кимина. Да 1880 година оттук е минавал ръкав на Вардар.
Селото е част от Камбанийската епископия на Солунската митрополия. В края на XIX век гръцки учители в Затфоро са братята Константинос и Стефанос Вафидис.
Според доклад на Димитриос Сарос от 1906 година Затфоро е село в Камбанийската епископия с 15 според гръцки данни гръцкоговорещи семейства, дошли от Корифи, Клиди, Чинар Фурнус (Платанос) и Либаново (Егинио) и 75 жители общо. Селото е чифлик на Авджи бей, но е изоставен бързо.
През Балканската война в 1912 година в селото влизат гръцки части и след Междусъюзническата в 1913 година Затфоро остава в Гърция. В междувоенния период селото е изоставено.